# Tomás Rodríguez Rubí
Tomás Rodríguez y Díaz Rubí (Málaga, 21 de diciembre de 1817-Madrid, 14 de agosto de 1890) fue un dramaturgo y político español. 

## Biografía
Nació el 21 de diciembre de 1817 en Málaga, hijo de José Rodríguez y Díaz, un comandante de artillería de la Milicia Nacional que fue perseguido varias veces por su liberalismo, y de Antonia Díaz y Bernal.  Quedó huérfano de padre a los trece años y en 1831 presenció en Málaga del fusilamiento del general Torrijos en la playa de San Andrés. Trabajó como escribiente en casas particulares y más tarde en el archivo del conde de Montijo, que le protegió. Colaboró en el Semanario Pintoresco Español, en La Ortiga y en El Clamor, usando a veces el pseudónimo Jávora. Dirigió El Sur (1855-1856). Fue director del Teatro Español y académico de la lengua en 1860; ingresó con un discurso sobre «Excelencia, importancia y estado presente del teatro», en que sostenía que el teatro es a la vez copia y escuela de las costumbres sociales.
Tras casi seis años al frente de la Dirección General de Beneficencia y Sanidad, fue nombrado director general de Telégrafos el 13 de agosto de 1864, pero el Gobierno cambió y fue cesado el 18 de septiembre. Perteneció siempre al Partido moderado. Diputado a Cortes, director general varias veces, en 1866 fue intendente general en Filipinas, desempeñó la cartera de Ultramar en el último gabinete de Isabel II y acompañó a la reina al exilio parisino en 1868. Allí trabajó por el triunfo de la Restauración y, cuando se produjo, fue nombrado comisario regio en Cuba, donde fue administrador de la aduana de La Habana en 1876. Su jubilación política fue el Consejo de Estado, en el que presidía la sección de Gobernación. Tuvo puesto vitalicio en el Senado. Falleció en Madrid el 14 de agosto de 1890 y está sepultado, junto a su primera esposa Dolores Pacheco y Vassalo, en la Sacramental de San Isidro.
Empezó imitando a Manuel Bretón de los Herreros y luego cultivó el drama histórico representando un Romanticismo de transición: Isabel de Castilla y Bandera Negra. En sus comedias presagia un costumbrismo más moderno que el de la primera mitad del siglo XIX. Hizo evolucionar el drama romántico hasta la comedia seria de ambientación histórica y sentido político. Fue también uno de los creadores de la alta comedia y perteneció a la Real Academia. Tuvo a su cargo la sección de Crítica de La Enciclopedia moderna. Diccionario universal de literatura, Ciencias, artes, agricultura, industria y comercio, primera gran enciclopedia española editada en Madrid por Francisco de Paula Mellado en entre 1851 y 1855 en treinta y cuatro volúmenes, adaptación de la francesa de Diderot.
Con sus Poesías andaluzas (1841) inició la poesía regionalista, caracterizada por su fidelidad al habla popular y la presentación de tipos curiosos. Algunos de sus poemas son verdaderos cuadros costumbristas, como el titulado "La venta del jaco". No faltan tampoco las leyendas locales.

## Obra

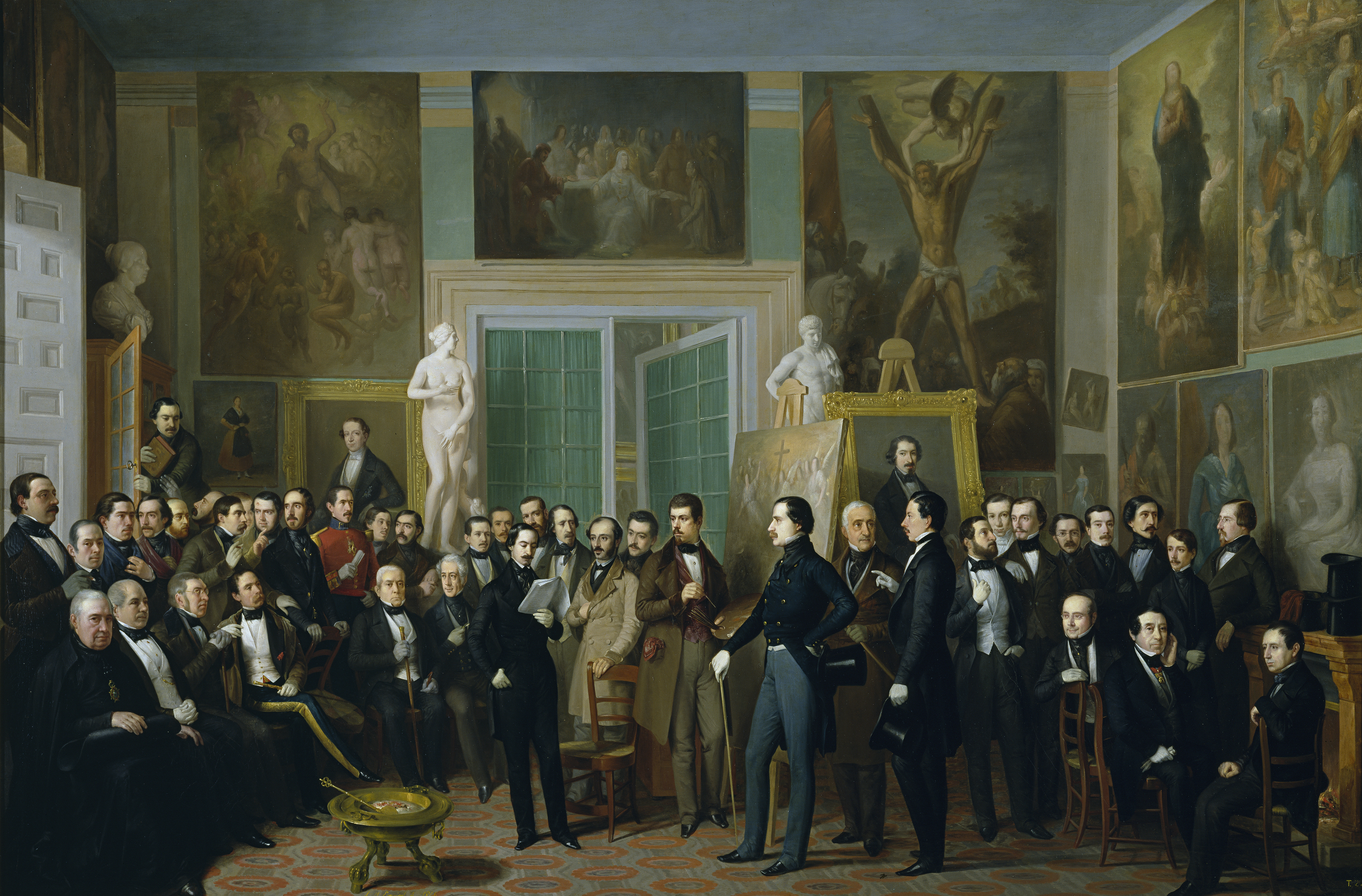
Tomás Rodríguez Rubí retratado junto a otros poetas del romanticismo español en Los Poetas contemporáneos por Antonio María Esquivel 1846 - Museo del Prado, Madrid

En Madrid se dio a conocer en el Liceo como poeta. En 1840 estrenó su primera obra dramática, Del mal, el menos. Ganó fama de ser muy rápido escribiendo libretos. Una vez se comprometió con el actor Julián Romea a entregarle una comedia en ocho días y cumplió su palabra. Además, La trenza de sus cabellos (1848) fue un éxito en los escenarios de Madrid e inauguró el género de la comedia sentimental-moral, tópica y superficial; al mismo género pertenece Borrascas del Corazón  (1846), La escala de la vida (1857), sobre la penitencia que supone a los hijos atolondrados el tener hijos aún más atolondrados que ellos,  y Fiarse del porvenir (1874), que dramatiza la necesidad entre los jóvenes de no embarcarse en nada sin tener un asidero previo. Son dramas Dos validos y castillos en el aire (1842), sobre Gaspar de Bracamonte Guzmán, conde de Peñaranda, y el padre Juan Everardo Nithard; La rueda de la Fortuna (1843, segunda parte en 1875), respectivamente sobre el ascenso y caída del marqués de la Ensenada, ministro de Fernando VI;  Bandera Negra (1844), ambientada en la turbulenta España de Felipe IV, Fortuna contra fortuna, La penitencia en el pecado, El arte de hacer fortuna (1845), comedia que ataca la inmoralidad del mundo de las finanzas, en orden a los cambios políticos que tienen consecuencias en especulaciones bolsísticas; tuvo continuación en El hombre feliz (1848). Se cree que se inspiró en el financiero José de Salamanca. La familia (1866) es un drama moralizador muy conservador y ¡El gran filón! (1874) critica a una sociedad convulsa por la corrupción política, donde domina el compadreo y el tráfico de influencias, la prevaricación y el chantaje; en Isabel la Católica (1844) se aborda como tema el fin de la Reconquista en España y el descubrimiento y colonización de América, y se inventa una trama amorosa entre la reina y el Gran Capitán, Gonzalo Fernández de Córdoba. Comedia costumbrista es La venta de Cárdenas (1842).